# Iris Thiébaux
Iris Mathilde Thiébaux (ur. 18 marca 2003) – francuska zapaśniczka walcząca w stylu wolnym. 
Zajęła dwunaste miejsce na mistrzostwach Europy w 2025. Trzecia na ME U-23 w 2023. Wicemistrzyni Europy juniorów w 2023 roku.
Wicemistrzyni Francji w 2021 i trzecia w 2022 roku.